# Das Mädchen mit den Katzenaugen
Das Mädchen mit den Katzenaugen ist ein deutscher Kriminalfilm des Regisseurs Eugen York aus dem Jahr 1958.

## Handlung
Eine Gruppe von Autodieben, unter der Leitung des Anführers Carlo Gormann, entwendet im großen Stil in Hamburg Autos. Sie nutzen eine abgelegene Werkstatt, um die gestohlenen Wagen umzulackieren und sie anschließend zu exportieren. Das Nachtlokal Rio Rita Bar auf der Reeperbahn dient ihnen dabei als Hauptquartier.
Als die junge Katja zu ihrem alkoholsüchtigen Vater nach Hamburg zurückkehrt, ist der wenig erfreut. Als sie dann Arbeit als Tänzerin in der Rio Rita Bar erhält, ahnt sie bald warum ihr Vater sich so ablehnend verhält. Er ist der Besitzer der Werkstatt und wird von der Bande zur Mitarbeit erpresst.
In der Bar lernt sie Kommissar Norbert Wilms kennen, der den Autodieben bereits auf der Spur ist und Katja vertraut sich ihm an. Als sich die Schlinge um Gormann zuzieht, flüchtet er. Schließlich kann die Polizei Gormann auf einem Schiff im Hamburger Hafen verhaften.

## Produktionsnotizen
Das Mädchen mit den Katzenaugen feierte seine Premiere am 28. November 1958 im Stuttgarter Gloria-Palast.
Produzent Willy Zeyn junior übernahm auch die Herstellungsleitung, Erwin Gitt die Produktionsleitung und Wolfgang Kühnlenz die Aufnahmeleitung. Wilhelm Vorwerg und Ernst Schomer entwarfen die Filmbauten, Ilse Dubois die Kostüme.

## Kritik
„Schwacher Gangsterfilm“, urteilte das Lexikon des internationalen Films.